# Phyllanthus gentryi
Phyllanthus gentryi är en emblikaväxtart som beskrevs av Grady Linder Webster. Phyllanthus gentryi ingår i släktet Phyllanthus och familjen emblikaväxter. IUCN kategoriserar arten globalt som starkt hotad.
Artens utbredningsområde är Panamá. Inga underarter finns listade i Catalogue of Life.